# Baetodes obesus
Baetodes obesus är en dagsländeart som beskrevs av Mayo 1972. Baetodes obesus ingår i släktet Baetodes och familjen ådagsländor. Inga underarter finns listade i Catalogue of Life.